# Andy Díaz Hernández
Andy Díaz Hernández (La Habana, 25 de diciembre de 1995) es un deportista italiano de origen cubano que compite en atletismo, especialista en la prueba de triple salto.
Participó en los Juegos Olímpicos de París 2024, obteniendo una medalla de bronce en la prueba de triple salto.
Ganó una medalla de oro en el Campeonato Mundial de Atletismo en Pista Cubierta de 2025 y una medalla de oro en el Campeonato Europeo de Atletismo en Pista Cubierta de 2025.

## Palmarés internacional
| Juegos Olímpicos                     | Juegos Olímpicos         | Juegos Olímpicos  | Juegos Olímpicos |
| Año                                  | Lugar                    | Medalla           | Prueba           |
| ------------------------------------ | ------------------------ | ----------------- | ---------------- |
| 2024                                 | París (Francia)          | Medalla de bronce | Triple salto     |
| Campeonato Mundial en Pista Cubierta |                          |                   |                  |
| Año                                  | Lugar                    | Medalla           | Prueba           |
| 2025                                 | Nankín (China)           | Medalla de oro    | Triple salto     |
| Campeonato Europeo en Pista Cubierta |                          |                   |                  |
| Año                                  | Lugar                    | Medalla           | Prueba           |
| 2025                                 | Apeldoorn (Países Bajos) | Medalla de oro    | Triple salto     |